# Henk Kummeling
Hendrikus Rutgerus Bernardus Maria Kummeling , o simplement Henk Kummeling (nascut el 10 de gener de 1961) és un professor de dret neerlandès. Des del 2005 fins al 2016 va ser president del Consell Electoral Nacional Holandès. Des de 2018 és rector de la Universitat d'Utrecht, i des de desembre de 2024 és president de la Coalition on Advancing Research Assessment (CoARA).

## Biografia
Kummeling va estudiar dret a la Universitat Radboud de Nimega, on va obtenir un doctorat el 1988 sota la supervisió de Constantijn Kortmann. Va treballar com a científic a la Universitat Radboud de Nimega i la Universitat d'Utrecht. El 1994 va ser nomenat professor a temps parcial de Dret Constitucional i Dret Administratiu a la Universitat de Tilburg. El 1995 va ser nomenat professor titular de Dret Constitucional i Dret Constitucional Comparat a la Universitat d'Utrecht, on va ser degà de la Facultat de Dret, Economia i Governació des del 2008 fins al 2014. El 2015 va ser nomenat professor distingit de la Universitat d'Utrecht (en neerlandès: universiteitshoogleraar), que és una funció universitària honorífica holandesa. Des de l'1 de juny de 2018 Kummeling és rector de la Universitat d'Utrecht.
Entre el 2005 i el 2016 va ser president del Consell Electoral Nacional Holandès (en neerlandès: Kiesraad), la màxima autoritat electoral dels Països Baixos. Va presidir el Comitè Estatal d'Estat de Dret, establert pel gabinet, el parlament i el poder judicial en resposta als escàndols polítics que van perjudicar la confiança del públic, com l'escàndol de les prestacions per a la cura dels nens, els terratrèmols induïts a Groningen a causa de l'extracció de gas i la crisi del nitrogen. El juny de 2024 va concloure que la confiança en el govern s'havia vist danyada per la negligència de l'estat de dret i per normes i procediments massa complicats.
El 9 de desembre de 2024 va ser nomenat president de la Coalition on Advancing Research Assessment, un col·lectiu d'organitzacions compromeses a reformar els mètodes i processos mitjançant els quals s'avaluen la recerca, els investigadors i les organitzacions de recerca.